# Festival Internacional de la Creatividad Cannes Lions

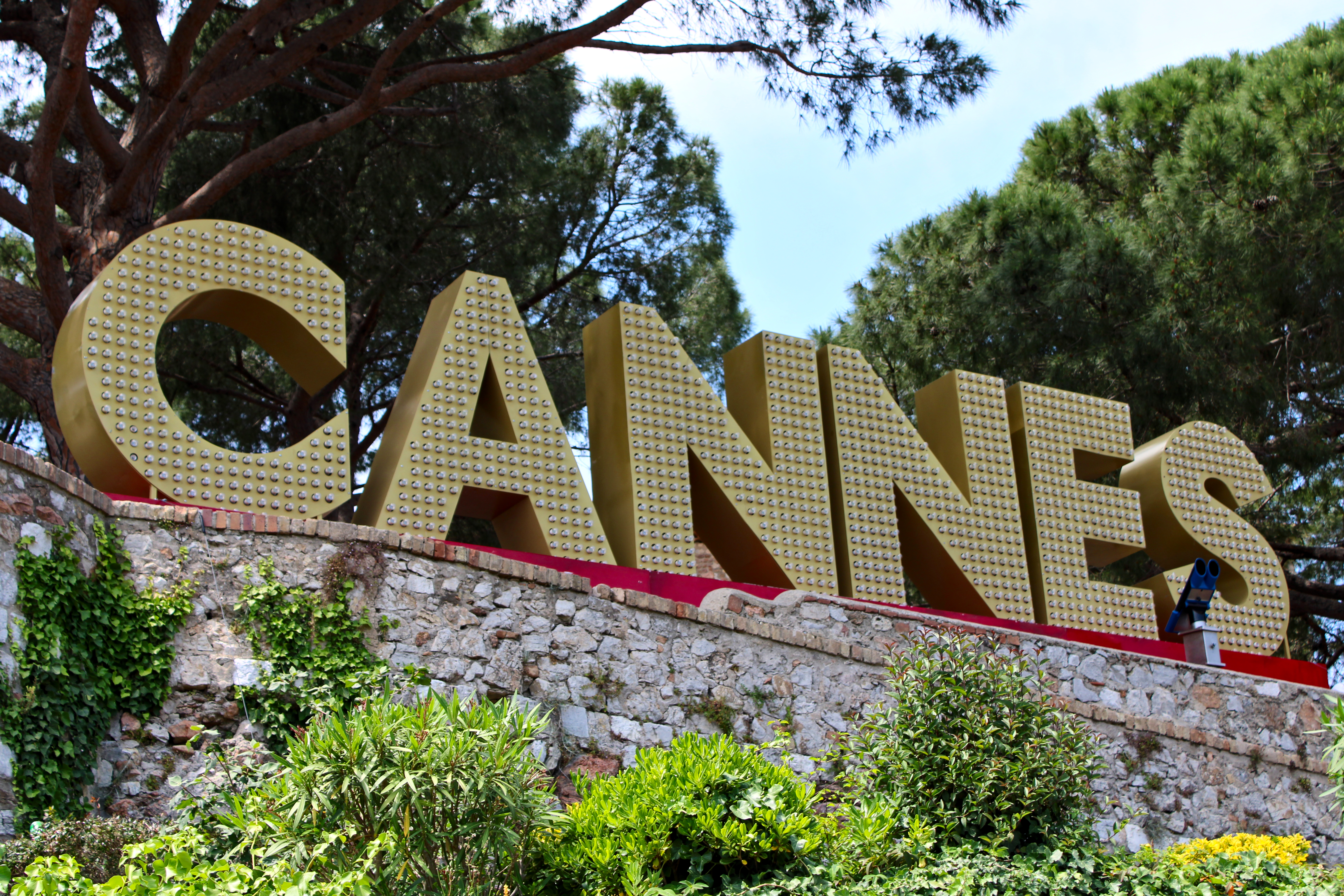

El Festival Internacional de Creatividad Cannes Lions  (el Festival Internacional de la Creatividad) es un evento global para aquellos que trabajan en áreas de  diseño, marketing, publicidad y relaciones públicas. El Festival tiene una duración de siete días que incorpora la premiación de Lions, organizada cada año en el Palacio de Festivales y Congresos de Cannes en Cannes, Francia. En 2013, el festival fue del 16 al 22 de junio y en el 2014 tomó lugar del 15 al 21 de junio.
Continuamente es llamado "el festival creativo más grande del mundo", el evento atrae a miles de delegados de todo el mundo. Se realizan seminarios, talleres y capacitaciones profesionales, ceremonias de premiación, así como una apertura y cierre de gala."

## Historia
El Festival Cannes Lions Internacional de Creatividad es considerado el más importante galardón de diseñadores en todo el mundo, marketers, publicistas y relacionistas públicos. Cada año en junio, alrededor de 11,000 delegados registrados de 90 países visitan el festival, para celebrar lo mejor de la creatividad en las marcas de comunicación, discutir cuestiones industriales y estar en red uno con el otro.
Miles de anuncios publicitarios del mundo son presentados y evaluados. En 2013, se recibió un récord de 35.765 entradas. Los países con el mayor número de entradas fueron Estados Unidos de América (6.078 entradas), Brasil (3.476), Reino Unido (2.671), Australia (1.404), India (1.110) y Japón (1.093).
Inspirado por el Festival de Cine de Cannes desde 1946, un grupo de empresarios de la publicidad y miembros de la Screen Advertising World Association (SAWA) crearon un festival similar para premiar la creatividad publicitaria. El primer festival se realizón en Venecia, Italia en septiembre de 1954, con 187 filmes de 14 países. El león de la Piazza San Marco en Venecia fue la inspiración para el trofeo Lion.
El segundo Festival fue celebrado en Monte Carlo, y el tercero en Cannes. El evento alternó entre Venecia y Cannes hasta finales de 1984. Nuevas categorías han sido premiadas en años recientes: Competencia de Prensa y Lions al aire libre en 1992; Los Cyber Lions en 1998; Medios de comunicación Lions en 1999; Dirección Lions en 2002; Radio y Titanium Lions (ideas que rompen y provocan que la industria apunte a una nueva dirección) en 2005; Promoción y activación Lions en 2006; Diseño Lions en 2008; RP Lions en 2009; Film de arte en 2010; Creatividad efectiva en 2011, Contenido y entretenimiento de marca y Móvil Lions en 2012 e Innovación en 2013. Sin embargo en años recientes ha habido llamadas de atención hacia el Festival, pidiendo simplificar las categorías y reflejar mejor el estado de las comunicaciones modernas del mundo.
En la década de 1990, el Festival además añadió un programa de enseñanza que consiste en seminarios y talleres. A través de los años, el tamaño del Festival ha crecido considerablemente y en el 2013 fueron alrededor de 130 sesiones en siete días, incluyendo pláticas de Christopher Bailey, Jack Black, Jenson Button, Nick Cannon, Shepard Fairey, Arianna Huffington, David Karp y Annie Leibovitz.
En 2004, la editorial British y la organizadora de conferencias EMAP plc (ahora llamado Top Right Group), compraron el Festival al empresario francés Roger Hatchuel, quien había comenzado a manejarlo en 1987, por una suma de 52 millones de libras esterlinas.
En junio de 2014, The Wall Street Journal y la revista Campaign, informaron sobre las protestas de Nimrod Kamer en los Cannes Lions. Philip Thomas es el director ejecutivo y Terry Savage es el actual presidente del Festival.

## Los Premios
Se convocan expertos de cada campo de todo el mundo para formar el jurado de Cannes Lions. Cada jurado es encabezado por un presidente. Evaluan presentaciones de cine, diseño, marketing, publicidad, relaciones públicas, creatividad efectiva y entretenimiento de marca. e integración.  En 2013, el Festival lanzó una nueva categoría llamada “La Innovación Lions”, en el cual se debe “honrar la tecnología y la innovación que facilite la creatividad.”
Otros premios incluyen la Compañía más Importante del Año, Red del año, Agencia de medios de comunicación del año, Agencia del año, Agencia independiente del año, Persona de medios de comunicación del año, marketer del año y la Palma de Oro a la Mejor empresa de producción.
Los anuncios son generalmente introducidos por las agencias que los crean, aunque técnicamente cualquiera puede presentar su creación de marketing, dentro un periodo de tiempo específico. Los jurados son instruidos para premiar la estrategia de marketing que se considere más creativa tanto en idea como en ejecución.
En un artículo de The Guardian en 2009 el jefe de WPP Sir Martin Sorrell declaró que los premios Cannes Lions eran muy costosos, sin embargo un año después, él admitió que se había asegurado de que WWP estuviera “muy, muy enfocado en los Cannes”, y quería ser “el líder en términos de premios en los Cannes”. En 2011, WPP ganó el primer premio de La Compañía más importante del Año en el Festival. Comentando este reconocimiento de la industria, WPP Worldwide Creative Director, John O'Keeffe, dijo: “Cannes es el único espectáculo global disciplinado con cobertura de publicidad, diseño, medios de comunicación, promoción, efectividad y todo lo que lo complementa. Aquí no se agregan los puntajes de otros espectáculos, por lo que no puedes inflar tu ranking retrocediendo a una o dos piezas de trabajo. Si eres número uno en Cannes, realmente te has esforzado, de forma apropiada.”
En 2013, la campaña "Dumb Ways To Die" por McCann Australia de Australian company Metro Trains hizo historia ganando un total de cinco Grands Prix, el proyecto más premiado por una sola pieza de trabajo hast la fecha.
En toda la historia, 6 ideas españolas han sido premiadas con el máximo reconocimiento: un Grand Prix. La última en conseguirlo fue "Cuánto. Más allá del dinero", un cortometraje de ciencia ficción de 17 minutos para la Cuenta 1|2|3 Smart del Banco Santander, ideado por MRM/McCann, bajo la dirección creativa ejecutiva de Jesús Revuelta, en 2017. El primero lo ganó Contrapunto en 1989 con la popular campaña para TVE protagonizada por la perra Pippin. El segundo gran premio llegó con un trabajo creado por Casadevall Pedreño en 1992 para Talens (‘Monjas’). España fue premiada nuevamente en 2004, con DoubleYou. La agencia de Daniel Solana se llevó el primer gran premio en Cyber con la primera campaña en línea de la San Silvestre Vallecana, por encargo de Nike España, con Edu Pou y Joakim Borgström como directores creativos. El cuarto lo ganó Shackleton en la sección de Direct con la campaña ‘Lopetegui’, desarrollada para Banco Gallego bajo el liderazgo creativo de Juan Nozioli. Y el quinto fue el conseguido por Leo Burnett y Loterías y Apuestas del Estado en 2016, en Cyber, bajo la dirección general creativa de Juan García Escudero y la dirección creativa ejecutiva de Jesús Lada.

## Competencia Juvenil Lions
La Competencia Juvenil Lions (antes conocida como Competencia de Creativos Juveniles, comenzó en 1995) está abierta a los profesionales del sector de publicidad hasta 30 años de edad, y deben participar en parejas o equipos. La competencia tiene lugar durante la semana del Festival en Cannes en siete divisiones: print, copy, filme, diseño, marketing, publicidad y relaciones públicas (RP).
En la competición de print (impresión), a un director de arte y un redactor les dan 24 horas para crear un anuncio impreso para promover una causa de caridad o una organización escogida por los jurados de los Young Lions. Los equipos de creatividad reciben este brief (instrucciones) durante la noche y tienen entre las 8:00 y las 20:00 horas del día siguiente para crear un anuncio. La competición en ciber se estructura de la misma manera que la competencia de impresión, con equipos que incluyen un redactor (copy) y un diseñador web, que deberán crear una campaña y publicarla en Internet. En la competencia de filme, a los equipos de dos personas se les dan dos días para crear un comercial de 30 segundos. En la competencia de medios de comunicación, añadida en 2008, los equipos son desafiados a desarrollar una estrategia de medios innovadora dentro de un presupuesto de $1.000.000. 
La competencia Young Lions de marketing comenzó en el 2010. Esta está pensada para jóvenes profesionales del marketing, publicidad y las relaciones públicas, que trabajen en una agencia y de 30 años o menos, permitiéndoles mostrar su talento. Se espera que este equipo produzca un informe preproducción de dos páginas, que se  presenta a una agencia de comunicaciones. Para esta competencia, la agencia de comunicaciones es representada por un selecto jurado de creatividad y estrategia. La competencia de diseño fue lanzada en 2012. La más nueva competencia es la competencia de Relaciones públicas (RP), que fue implementada en el Festival del 2014. La competencia es abierta a profesionales de las relaciones públicas con 28 años o menos trabajando como asistente de ejecutivos cuenta, ejecutivos de cuenta, ejecutivos de cuenta de alto rango o gerente de cuenta que trabajan para agencias o consultorías de relaciones públicas. Durante la competencia, equipos de dos presentan como las relaciones públicas son usadas efectivamente para enganchar audiencia con una organización o un tema específico con el que el cliente este tratando. El concurso permite algunos elementos de la creatividad para ser producidos por los concursantes y así su estrategia poder tomar forma frente al jurado.

## Premios Lions en Salud
En junio de 2012, Cannes Lions anunció que tenía planeado lanzar un nuevo evento de dos días sobre comunicación creativa en cuidado de la salud, bienestar y sostenibilidad.Tomando lugar en el Palais des Festivals en Cannes, Francia, justo antes de que los Cannes Lions arrancaran el 15 de junio de 2014, el evento ofreció dos días de contenido donde se explorarán y debatirán las esenciales y únicas cuestiones relacionadas con el mundo de la comunicación del cuidado de la salud. El movimiento fue recibido por algunas secciones de la industria, con Jeremy Perrott, director creativo global de McCann en salud, comentó: “Lions en salud nos da a la industria el más alto escenario para exhibir, esto es brillante.”